# C/2013 R1
C/2013 R1 (Lovejoy) es un cometa de período largo descubierto el 7 de septiembre de 2013 por Terry Lovejoy usando un telescopio Schmidt–Cassegrain de 0,2 metros (7,9 plg).